# Mariana Esnaola
Mariana Esnaola ist eine ehemalige argentinische Handballspielerin. Sie war eines der ersten Mitglieder der argentinischen Nationalmannschaft im Beachhandball.
Esnaola studierte an der Fakultät für Pharmazie und Biochemie der Universidad de Buenos Aires.

## Handball
Mariana Esnaola spielte in der höchsten argentinischen Spielklasse für River Plate.
Nach einem ersten Versuch bei den ersten Pan-Amerikanische Meisterschaften 2004 dauerte es bis 2008, dass Argentinien mit Nachdruck am Aufbau einer Beachhandball-Nationalmannschaft arbeitete. Zur ersten Generation dieser Spielerinnen gehörte auch Esnaola, womit sie neben Melina Cozzi und Daniela Ciucarelli zu den frühen Nationalspielerinnen ihres Vereins gehörte, der damit neben CI.DE.CO. das Gros der Mannschaft stellte. Neben den späteren langjährigen Leistungsträgerinnen der Nationalmannschaft, Celeste Meccia, Florencia Ibarra, Fernanda Roveta und Ivana Eliges gehörte sie zu der Mannschaft, die in einem ersten gemischten Turnier mit Nationalmannschaften und Vereinen in Rawson, das Argentinien auf dem letzten Rang beendete, debütierte. Es folgten die Panamerika-Meisterschaften 2008, wo auch noch Marina Imbrogno zur Mannschaft stieß und Argentinien als viertplatzierte Mannschaft knapp eine Medaille verpasste. Auch im Jahr darauf gehörte sie noch zum erweiterten Kader der Nationalmannschaft, wurde aber nicht für die Südamerikanische Beach Games 2009 eingeladen. Seitdem wurde Esnaola nicht mehr berufen.